# آغا المحلة
أغا المحلة ، التي يشار إليها أحيانًا ببساطة باسم الآغا ، هو اللقب الرسمي الذي يحمله الوزير المسؤول عن الجيش والشؤون الداخلية لإيالة الجزائر خلال فترة الداي . وهي إحدى الوزارات الخمس التابعة لحكومة دايات الجزائر,. الوزير الثاني من حيث الأهمية بعد الخزناجي ( رئيس الوزراء ) يتم تعيينه من قبل داي الجزائر. يتولى مهام القائد العام للجيوش وحاكم دار السلطان. ومع ذلك ، فهو ليس مسؤولاً عن البحرية التي تعتمد على وزير آخر. : ووكيل الخراج. عندما يموت الداي ، من المعتاد أن يخلف الخزنادجي ، بينما يصبح الأخير داي.
قبل خروج الأمحال من مدينة الجزائر يتولى الداي تعيين قادتها، حيث يُنصب على رأس كل منها أغا يلقب بأغا المْحلة